# اثربخشی کلی تجهیزات
اثربخشی کلی تجهیزات ( OEE یا Overall equipment effectiveness ) سلسله مراتبی از معیارهای توسعه یافته‌است که به وسیله Seiichi Nakajima در سال ۱۹۶۰ معرفی شد (براساس تفکر Harrington Emerson منوط بر بهره‌وری نیروی کار) و به وسیله آن ارزیابی روی واحدهای تولیدی و نحوه کار آنان صورت می‌گیرد، نتایج OEE به صورت گزارش‌هایی است که در آن اجازه مقایسه و مشاهده تولیدات در واحدهای تولیدی در صنایع مختلف را می‌دهد، و بهتر است تا برای افزایش عمکرد سیستم و پیشرفت کار در واحدهای تولیدی و کارخانجات استفاده شود به‌طور مثال OEE می‌تواند زمان گردش کار را کاهش دهد و همچنین استفاده از منابع را بهینه تر کند و مثال دیگر می‌تواند این باشد که واحد تولیدی دارای تقاضای کاری زیاد است و تولید آن کم است در این موارد OEE بهترین عملکرد را دارا می‌باشد.
در اکثر واحدهای تولیدی براساس فرمول زیر محاسبه می‌شود:
OEE = نسبت کیفیت * نسبت عملکرد * نسبت دسترسی
نسبت کیفیت = تعداد تولید قطعات سالم تقسیم بر کل قطعات تولید شده اعم از سالم و ناسالم
نسبت عملکرد = سرعت تولید قطعات تولید شده توسط دستگاه تقسیم بر سرعت مورد انتظار واحد صنعتی از دستگاه برای تولید
نسبت دسترسی = زمان کارکرد مفید دستگاه تقسیم بر کل زمان کارکرد اعم از مفید و توقف دستگاه که معمولاً روزی بیست وچهار ساعت در نظر می‌گیرند.
عدد به دست آمده تا حد زیادی کیفیت کارخانه تولیدی را مشخص می کند، به عنوان یک قاعده سر انگشتی تجربه شده، اگر به طور میانگین این عدد
اگر بین 0 تا 40 درصد باشد، عملا کارخانه ضررده خواهد بود،
اگر بین 40 تا 60 درصد باشد، کارخانه در ناحیه متوسط کار می کند،
اگر بین 60 تا 80 درصد باشد، کارخانه سود ده می باشد،
و اگر بالاتر از 80 درصد باشد، کارخانه به عنوان یک کارخانه پیشرو تلقی می گردد. 
قدم اول در بهبود شرایط اندازه گیر مستمر و درست این عدد در هر خط تولید و بر حسب هر محصول است که مهندس فنی خط تولید با استفاده از ابزارالات مختلف، از قبیل کرنومتر تا ابزارهای پیشرفته تر برحسب دوربین مانند مانیتیت می تواند این اندازه گیری را انجام دهد.